# Awigdor Moskowicz
Awigdor Moskowicz (hebr. ‏'אביגדור מוסקוביץ‎; ur. 4 lutego 1953 w Giwat Brenner) – izraelski koszykarz grający na pozycji rozgrywającego.

## Kariera klubowa
Karierę rozpoczął w Hapoelu Giwat Brenner. Zawodnikiem tego klubu był w latach 1968–1978 z wyjątkiem sezonu 1976/1977, który spędził w Hapoelu Tel Awiw. W latach 1978–1986 grał w Hapoelu Ramat Gan, a w latach 1986–1988 reprezentował Beitar Tel Awiw.

## Kariera reprezentacyjna
W 1974 znalazł się w składzie reprezentacji Izraela na igrzyska azjatyckie, które Izraelczycy wygrali po pokonaniu w finale Korei Południowej 92:85. Ponadto czterokrotnie wraz z kadrą uczestniczył w mistrzostwach Europy: w 1975, 1977, 1979 i 1981. W 1979 reprezentacja Izraela zdobyła wicemistrzostwo Europy po porażce w finale ze Związkiem Radzieckim 76:98, w 1977 zajęła piąte miejsce, w 1981 była szósta, a w 1975 – siódma.

## Życie prywatne
W młodości trenował także piłkę nożną, lekkoatletykę i pływanie. Miał dwóch starszych braci, Roniego i Erica. Roni był piłkarzem i grał na pozycji bramkarza.